# 테렌스 오하라
테렌스 오하라(Terrence O'Hara, 1945년 12월 25일 ~ 2022년 12월 5일)는 미국의 배우, 영화 감독, 텔레비전 감독, 영화배우, 텔레비전 배우이다.
미국에서 태어났다.

## 방송
- 그림형제 4
- NCIS 로스앤젤레스 5

## 영화
- 더 파인더 (2011년)
- NCIS 시즌9 (2011년)
- 그림 형제 시즌1 (2011년)
- NCIS 로스앤젤레스 2 (2010년)
- NCIS 시즌8 (2010년)
- NCIS 시즌7 (2009년)
- NCIS 로스앤젤레스 1 (2009년)
- 라이 투 미 1 (2009년)
- NCIS 시즌6 (2008년)
- 선스 오브 아나키 (2008년)
- NCIS 시즌5 (2007년)
- NCIS 시즌4 (2006년)
- 샤크 (2006년)
- CSI: 라스베가스 시즌6 (2005년)
- NCIS 시즌3 (2005년)
- CSI 라스베가스 시즌5 (2004년)
- NCIS 시즌2 (2004년)
- 미라클 (2003년)
- NCIS 시즌1 (2003년)
- 쉴드 (2002년)
- UC - 언더커버 (2001년)
- 스몰빌 (2001년)
- CSI 라스베가스 시즌1 (2000년)
- 엔젤 (1999년)
- 약속된 땅 (1996년)
- 패시픽 블루 (1996년)
- 제로드 (1996년)
- 터치드 바이 언 엔젤 (1994년)
- 닥터 퀸 (1993년)
- 레니게이드 (1992년)
- 완벽한 신부 (1991년)
- 에로틱 킬러 (1988년)
- 네가 없는 낙원 (1979년)